# Dimitrie Cariagdi
Dimitrie Cariagdi (n. 1815 – d. 9 octombrie 1893, București, România) a fost un politician și ministrul Justiției Instrucțiunii și Cultelor (14 iunie 1865 - 11 februarie 1866; ad-interim 14 - 27 iunie 1865), Ministrul Justiției (18 decembrie 1870 - 11 martie 1871) și primar al Bucureștiului în perioada decembrie 1878 - noiembrie 1883. A fost primul edil care a condus Bucureștiul, capitală a unui stat independent.

## Biografie
În timpul mandatului său s-a cumpărat de către primărie una dintre cele mai mari clădiri ale orașului, o veche casă boierească ridicată după 1810 de vistiernicul Ion Hagi Moscu. Casa era situată pe „Ulița Colții” nr. 40. Primăria a funcționat în acest imobil din mijlocul orașului în „Văpseaua de roșu” până în 1912 când a fost dărâmat.

## Realizări
Marea sa realizare a constat în obținerea unui credit de 15 milioane lei pentru canalizarea Dâmboviței care provocase în fiecare primavară din decniul trecut distrugeri serioase, ieșind din matcă. Tot în această perioadă s-a realizat și reconstrucția pavajelor cu piatră cubică. Toate aceste operațiuni au fost posibile cu împrumuturi de la Casa de Depuneri. Prețul total al sistematizarii Dâmboviței a fost de 15.150.000 de lei. În anul 1880 au fost finalizate planurile de rectificare și de canalizare a Dâmboviței. 
„În ziua de 2 noembrie 1880 au început lucrările pentru rectificarea Dâmboviței. Erau de față Domnitorul, colonel Dabija, ministrul de lucrări publice, d. Cariagdi, primarul Capitalei, alte notabilități și un foarte numeros public. Serviciul divin și toată solemnitatea s-a săvârșit într-un pavilion înalțat pe axa proiectată a Dâmboviței, aproape de podul de fer de pe calea Văcărești, lângă fântâna apelor zise «apele dela Văcărești». Apoi, în față erau tribunele pentru invitați. După discursul primarului și răspunsul Domnitorului, primarul prezentă Domnului o lopată cu care acesta, făcând câțiva pași înainte, ridică o cantitate de pământ. Lumea izbucni în urale și imediat lucrătorii, înșiruiți pe amândouă rândurile, începură lucrarea. Lopata cu care Domnitorul ridică cea dintâi bucată de pământ era un obiect de artă: limba era de argint și coada de abanos de care era încovoiată o lamă iarăși de argint. Pe limbă era scris: «Casma întrebuințată la începerea lucrărilor Dâmboviței în ziua de 2 Noembrie 1880, sub domnia lui Carol I. Președinte al consiliului de ministri, I.C. Brătianu.» În urma licitațiunei publicate de primărie, lucrările pentru rectificarea Dâmboviței au rămas asupra antreprenorului francez d. Boisguerin care a oferit 11 la sută sub deviz.”—Constantin Bacalbașa, Bucureștii de altădată, 4 volume, publicate între 1927 și 1932.
O altă realizare majoră a mandatului lui Cariagdi a fost sistemul de canalizare din București. Construcția canalelor, din beton, a început pe 16 septembrie 1881 și i-a fost alocat un buget de 5 milioane de lei.
A fost căsătorit cu Anica D. Cariadgi (d. decembrie 1880), înmormântată în Cimitirul Bellu, unde va fi și el înmormântat în 1893.
În prezent, o stradă din sectorul 2 al capitalei îi poartă numele.

## Legături externe
- Fondarea Partidul Național Liberal Arhivat în 24 ianuarie 2021, la Wayback Machine.
- Materiale media legate de Monitorul Primăriei București 1879 la Wikimedia Commons
- Materiale media legate de Monitorul Primăriei București 1880 la Wikimedia Commons
- Materiale media legate de Monitorul Primăriei București 1881 la Wikimedia Commons
- Materiale media legate de Monitorul Primăriei București 1882 la Wikimedia Commons
- Materiale media legate de Monitorul Primăriei București 1883 la Wikimedia Commons